# Студено-Яблоновка
Студено-Яблоновка (рос. Студено-Яблоновка) — село у Городищенському районі Волгоградської області Російської Федерації.
Населення становить 258 осіб. Входить до складу муніципального утворення Краснопахаревське сільське поселення.

## Історія
Село розташоване у межах українського історичного та культурного регіону Жовтий Клин.
Згідно із законом від 14 травня 2005 року № 1058-ОД органом місцевого самоврядування є Краснопахаревське сільське поселення.

## Населення
1. Н/Д[2]